# Colletes panamensis
Colletes panamensis är en biart som beskrevs av Michener 1954. Colletes panamensis ingår i släktet sidenbin, och familjen korttungebin. Inga underarter finns listade i Catalogue of Life.